# Glocken-Heide
Die Glocken-Heide (Erica tetralix), auch Moor-Glockenheide genannt, ist eine Pflanzenart aus der Gattung Heidekräuter (Erica) innerhalb der Familie der Heidekrautgewächse (Ericaceae).

## Beschreibung

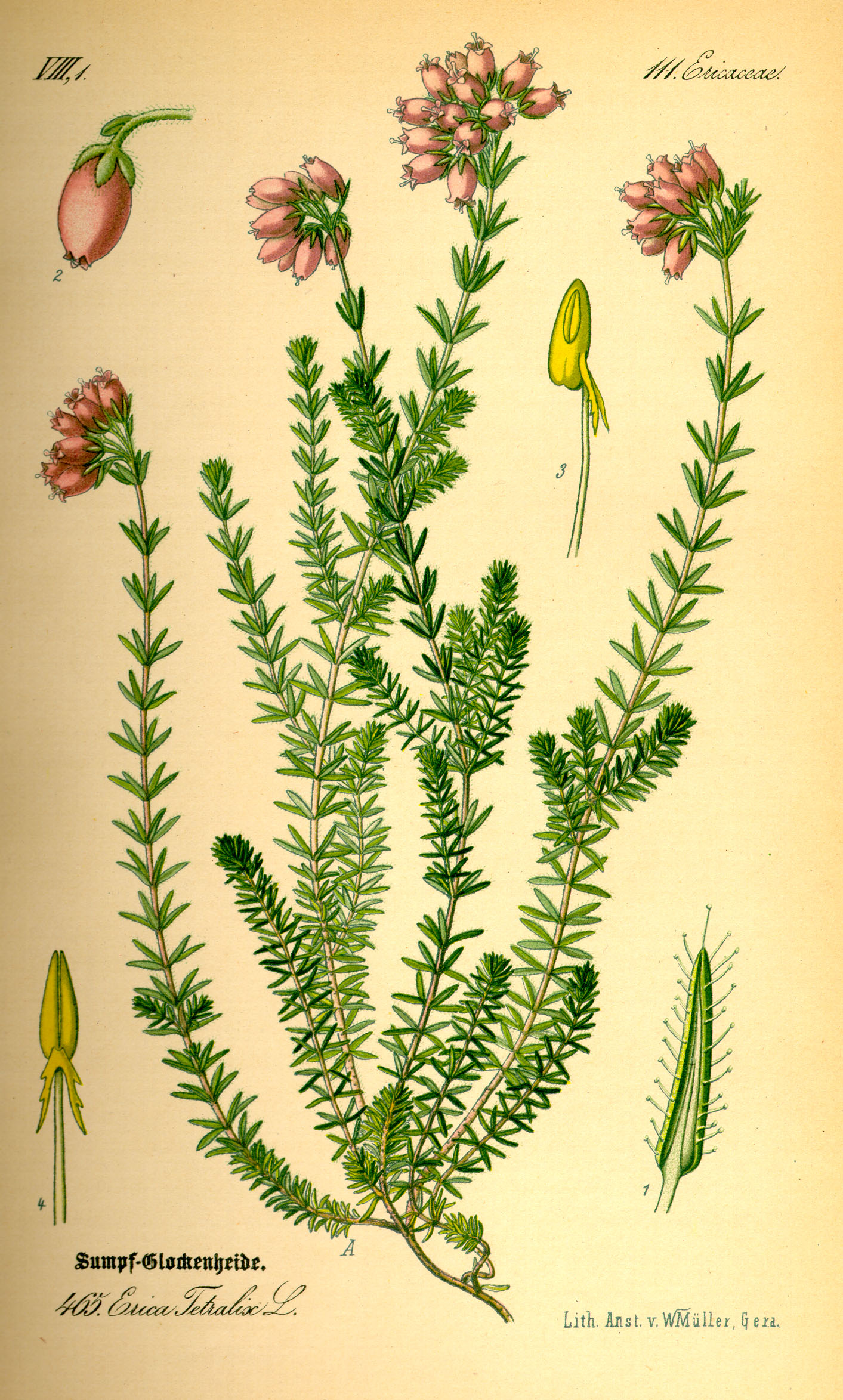
Illustration

### Vegetative Merkmale
Die Glocken-Heide wächst als immergrüner Zwergstrauch und erreicht Wuchshöhen von 15 bis 50 Zentimetern. Die Laubblätter stehen wirtelig und sparrig abstehend an den Zweigen. Die nadelförmigen Blätter sind 3 bis 6 Millimeter lang und sind steifhaarig bewimpert und am Rand umgerollt.

### Generative Merkmale

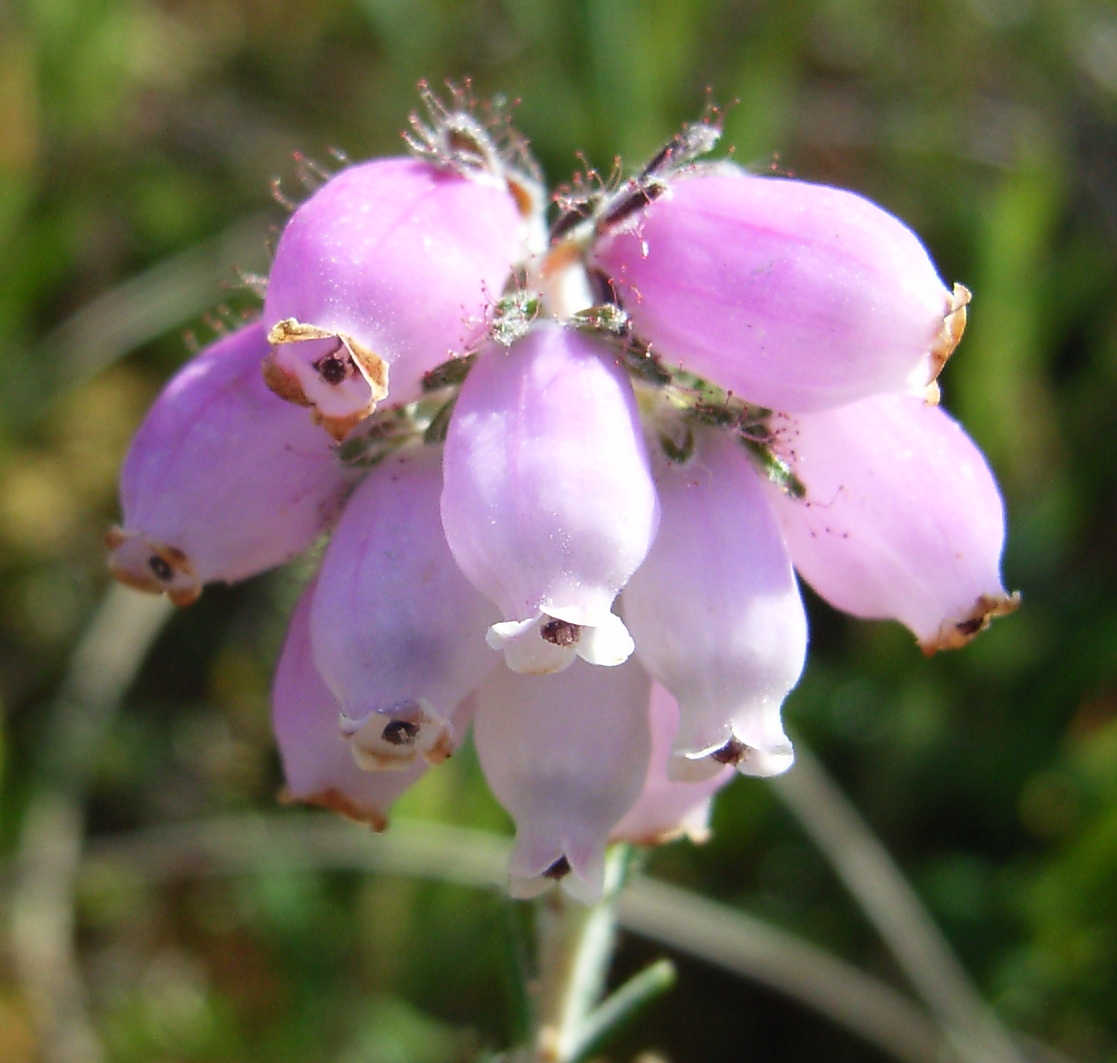
Blütenstand

Die Blütezeit reicht von Juni bis September. Der kopfig-doldige Blütenstand enthält fünf bis fünfzehn Blüten, die meist etwas nicken. Die Blütenstiele sind etwas kürzer als die Blüten und sind weiß filzig behaart.
Die zwittrige Blüte ist vierzählig mit doppelter Blütenhülle. Die vier Kelchblätter sind 2 bis 3 Millimeter lang. Ein Außenkelch fehlt. Die rosafarbene Blütenkrone ist bei einer Länge von 6 bis 9 Millimetern eiförmig-zylindrisch bis tonnenförmig und ihr oberes Ende besteht aus vier kurzen, stumpfen, leicht umgeschlagenen Kronzipfeln. Die Blütenkrone schließt die acht Staubblätter ein. Die Staubbeutel sind dunkelrot und tragen am Grund geschwänzte Zipfel. Der Griffel ist länger als die Staubblätter und trägt einen dunklen Narbenkopf.
Die Kapselfrucht ist achteckig, vierfächerig, oben abgeflacht und weiß filzig behaart.
Die Chromosomenzahl beträgt 2n = 24.

## Ähnliche Arten
Die Glocken-Heide ähnelt der Irischen Heide (Daboecia cantabrica), deren Blüten aber deutlich größer sind.

## Ökologie

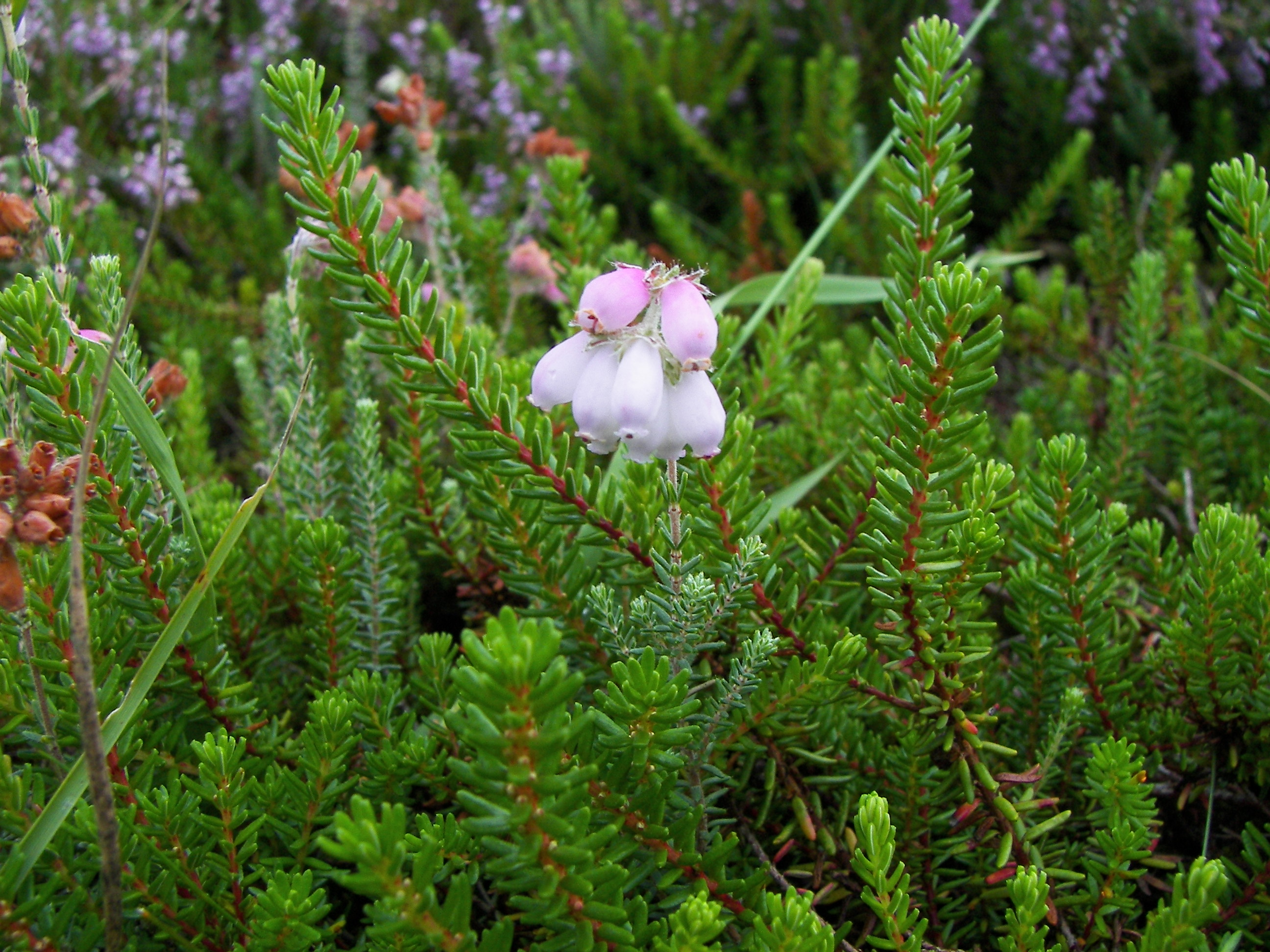
Glocken-Heide unter Krähenbeeren

Bei der Glocken-Heide handelt es sich um einen Chamaephyten. Die Glocken-Heide ist ein Zwergstrauch mit immergrünen, am Rand umgerollten Nadelblättern als Anpassung an die Nährsalzarmut des Standorts; es liegt also eine Peinomorphose der Blätter vor. Es wird endotrophe Mykorrhiza vom Ericaceen-Typ ausgebildet.
Blütenökologisch handelt es sich um „Glockenblumen mit Streueinrichtung“. Die Staubblätter sind zu einem Streukegel vereint. Der Nektar wird am Fruchtknoten abgeschieden. Die Blütenkrone bleibt nach der Bestäubung erhalten, so dass das Pflanzenexemplar lange Zeit wie blühend erscheint. Die Blütenbesucher wie Hummeln und Tagfalter sind für die Bestäubung kaum von Bedeutung. Honigbienen können wegen des relativ kurzen Rüssels gerade eben nicht an den Nektar gelangen, es sei denn, dass sie sich diesen genauso wie Hummeln durch seitliches Anbeißen der Blütenkrone holen. Windbestäubung ist möglich, aber relativ selten, spontane Selbstbestäubung ist dagegen weit verbreitet. Die Hauptbestäubung aber erfolgt durch die nur 1 Millimeter großen Insekten aus der Gruppe der Blasenfüße, die sogenannten „Gewitterwürmchen“, vor allem durch Taeniothrips ericae, die in der Mehrzahl der Blüten zu finden sind. Die Weibchen legen die Eier in das Innere der etwas fleischigen Kronblätter, und die Entwicklung der Larven erfolgt innerhalb der Blüte. Auch die erwachsenen Insekten leben in den Blüten, wo sie durch Nektar gut versorgt werden. Es sind überwiegend geflügelte Weibchen, die nach Öffnung der Blüten hin und her fliegen, um mit den seltenen und ungeflügelten Männchen zu kopulieren und dabei sowohl die Fremd- als auch die Selbstbestäubung der Blüten bewirken.
Die Früchte sind in der Krone verborgene wandspaltige Trockenkapseln; sie sind Windstreuer. Die zahlreichen Samen sind mit einer Länge von 0,3 bis 0,4 Millimetern sehr klein und breiten sich als Körnchenflieger aus.

## Vorkommen

### Verbreitung
Die Glocken-Heide kommt hauptsächlich im atlantischen Europa vor. Es hat ursprüngliche Vorkommen in Portugal, Spanien, Frankreich, Großbritannien, Irland, Belgien, Luxemburg, den Niederlanden, Deutschland, Dänemark, Norwegen, Schweden, Finnland, Polen, Lettland und Litauen gegeben. In der Schweiz und in Island sind die Vorkommen nicht ursprünglich. In Deutschland bildet das Nordwestdeutsche Tiefland den Schwerpunkt. Die Glocken-Heide wurde im letzten Jahrhundert auch in bayerischen Mooren angesalbt, wo Erica tetralix natürlicherweise nicht vorkam. In den französischen Pyrenäen steigt Erica tetralix bei Gèdre bis zu einer Höhenlabe von 2200 Meter auf.

### Standort
Glocken-Heide wächst in nährstoffarmen Mooren und Moorwäldern sowie in Zwergstrauchheiden und Borstgrasrasen auf sauren, nährstoffarmen, sandig-anmoorigen bis torfigen Böden. Typische Biotoptypen sind auch Feuchtheiden, Ufer von Heideweihern und Heidemoore. Sie siedelt auch auf weiteren Sekundärstandorten, beispielsweise in Sandgruben und auf Waldlichtungen. Besonders auf degenerierten, teilentwässerten Hochmoorstandorten bildet sie so genannte Moorheiden aus. Sie ist in Mitteleuropa eine Charakterart des Ericetum tetralicis aus dem Verband Ericion tetralicis.
Die ökologischen Zeigerwerte nach Landolt et al. 2010 sind in der Schweiz: Feuchtezahl F = 4w (sehr feucht aber mäßig wechselnd), Lichtzahl L = 4 (hell), Reaktionszahl R = 1 (stark sauer), Temperaturzahl T = 3 (montan), Nährstoffzahl N = 1 (sehr nährstoffarm), Kontinentalitätszahl K = 1 (ozeanisch).

### Gefährdung und Schutz
Die Glocken-Heide ist vor allem durch Entwässerung, Wiederbewaldung beziehungsweise Aufforstung und durch Eutrophierung der Standorte gefährdet. Größere Bestände finden sich oftmals nur noch in Naturschutzgebieten. An vielen Stellen wird sie nach Trockenlegung der Standorte durch das Pfeifengras (Molinia caerulea) verdrängt. Durch geeignete Biotop-Pflegemaßnahmen wie Wiedervernässung und Entbuschung kann das Wiederausbreiten der Pflanze gefördert werden.

## Taxonomie
Die Erstveröffentlichung von Erica tetralix erfolgte 1753 durch Carl von Linné in Species Plantarum, Tomus I, S. 353.

## Trivialnamen
Für die Glocken-Heide bestehen bzw. bestanden auch die weiteren deutschsprachigen Trivialnamen: Besenheide, Bohnerheide (Ostfriesland), Bultheide (Unterweser), Doppheide (Ostfriesland), Fastheide (Unterweser), Moorheide (Pommern), Murheid (Mecklenburg), Sumpfglockenheide, Topfheide (Hadamar) und Torfheide.
Weitere Trivialnamen sind Sumpfheide, Suerheid (bergisch), Forchheide und Frühlingsheide. Die Bezeichnungen Doppheide (Stormarn), Toppheide und Doppheide (Ibbenbüren) beziehen sich auf die Form der Blütenkrone. Dopp bedeutet so viel wie „hohle Rundung“.